# Rosso Guelfaglione
Rosso Guelfaglione, noto anche come Rosso Guelfagnone o Rosso dall'Aquila, (L'Aquila, ... – 1425 ca.) è stato un condottiero e capitano di ventura italiano, che ebbe anche il titolo di conte.

## Biografia
Proveniente dall'Aquila, militò nella compagnia di Alberico da Barbiano; nel 1403 combatté per il signore di Cremona Ugolino Cavalcabò contro i ghibellini e nel 1404 fu inviato dal Barbiano a difendere Lodi insieme a Lorenzo Attendolo. Sempre con la compagnia del Barbiano combatté per Padova contro Venezia, passando poi al campo nemico insieme ad Attendolo, a causa di una rivalità emersa tra i due e Braccio da Montone. Combatté poi anche in Toscana, nelle lotte tra Pisa e Firenze e poi tra gli Ubaldini e Città di Castello; passò quindi al servizio della città di Perugia, scontrandosi con Braccio da Montone, al servizio del regno di Napoli, per poi passare anch'egli sotto la corona napoletana. Tra il 1423 e il 1424 combatté anche nella guerra dell'Aquila, difendendo prima il castello di Fontecchio e poi la città stessa; in quell'occasione fu sconfitto definitivamente Braccio da Montone, che nella città appenninica trovò la morte. Morì intorno al 1425.